# Marion Minerbo
Marion Minerbo é uma psicanalista brasileira, reconhecida por sua atuação na transmissão da psicanálise e por suas contribuições para a compreensão das formas de sofrimento psíquico na clínica psicanalítica. É autora de diversos livros voltados tanto para a formação de psicanalistas quanto para o público geral interessado em psicanálise. Escritos em linguagem clara e acessível, são conhecidos por transmitirem conceitos complexos de maneira didática e sem jargões.  

## Biografia
Marion Minerbo nasceu em São Paulo em 1957. Formou-se em Medicina pela Faculdade de Ciências Médicas da Santa Casa de São Paulo, especializando-se em psiquiatria. Posteriormente, obteve o título de doutora pela Universidade Federal de São Paulo (UNIFESP) e se tornou psicanalista pela Sociedade Brasileira de Psicanálise de São Paulo (SBPSP). 
Ao longo de sua trajetória, Minerbo desenvolveu múltiplos interesses dentro da psicanálise, consolidando um estilo próprio de abordar e de transmitir o fazer clínico. 

## Obras e contribuições
Marion Minerbo publicou diversos livros e artigos que abordam desde temas clássicos da psicanálise até reflexões sobre fenômenos socioculturais contemporâneos. Seus primeiros livros, Neurose e não neurose (2009) e Transferência e contratransferência (2013), foram concebidos a partir de sua experiência no ensino da psicanálise. Em sua produção posterior, Minerbo desenvolveu um estilo acessível e dialógico, como em Diálogos sobre a clínica psicanalítica (Ed. Blucher, 2016) e Novos diálogos sobre a clínica psicanalítica (Ed. Blucher, 2019). Escreveu também A posteriori, um percurso (Ed. Blucher, 2020), com os textos mais significativos de cada momento de sua trajetória.  
Seu importante trabalho "Contribuições para uma teoria sobre a constituição do supereu cruel" foi laureado com o prêmio Durval Marcondes no XXV Congresso Brasileiro de Psicanálise.
Em seu livro Notas sobre a aptidão à felicidade (Ed. Blucher, 2023), indicado para o prêmio Jabuti Acadêmico, apresenta uma abordagem teórico-clínica sobre os fatores psíquicos que possibilitam a experiência cotidiana da felicidade. Minerbo busca explorar essas questões de forma acessível, incluindo leitores fora do campo estritamente psicanalítico. 
Recentemente vem se dedicando à Série Ateliê Clínico (Ed. Blucher, 2024 e 2025) que já conta com cinco volumes (dois no prelo) na qual apresenta o relato de vários de seus ateliês, dispositivo concebido por ela para promover a integração teórico-clínica.  

## Influências
Dois autores foram especialmente marcantes na formação de Marion Minerbo: 
- Fabio Herrmann: cuja obra lhe permitiu desenvolver uma postura crítica e independente em relação às instituições que se organizam em torno de um único autor.

- René Roussillon: de quem incorporou conceitos metapsicológicos que sensibilizaram sua escuta analítica e organizaram seu pensamento clínico.

## Ateliês Clínicos e Outras Atividades
Nos últimos 20 anos, Minerbo tem se dedicado aos Ateliês Clínicos, atividade que desenvolve com grupos de psicanalistas em diferentes regiões do Brasil. Trata-se de um dispositivo que propicia a experiência viva de como teoria e clínica se iluminam reciprocamente. Seu objetivo é abordar uma dificuldade por ela nomeada “dissociação teórico-clínica”, frequente entre os psicanalistas em formação.  
A partir dessa longa experiência, concebeu a Série Ateliê Clínico publicada pela Editora Blucher, na qual apresenta relatos detalhados de ateliês realizados, com o objetivo de ilustrar a integração entre teoria e prática na psicanálise. Os três primeiros volumes já foram lançados, e dois outros estão no prelo. 
Mantém uma conta no instagram na qual posta vídeos curtos e explicativos, sobre temas da psicanálise. 

## Publicações
- Neurose e não neurose (2009, Casa do Psicólogo; 2019 e 2023, Blucher)

- Transferência e contratransferência (2013, Casa do Psicólogo; 2020, Blucher)

- Diálogos sobre a clínica psicanalítica (2016, Blucher)

- Novos diálogos sobre a clínica psicanalítica (2019, Blucher)

- A posteriori, um percurso (2020, Blucher)

- Notas sobre a aptidão à felicidade (2023, Blucher)

- Coleção Ateliê Clínico (vários volumes, Editora Blucher)

## Ligações Externas
- Formação Acadêmica - Currículo Lattes

- Palestra "O supereu cruel: contribuições teórico clínicas" - Sociedade de Psicanálise de Brasília.

- Participação no Podcast da IPA: "Notes on the aptitude for happiness"